# Werner Haas (motociclista)
Werner Haas (30 de mayo de 1927, Augsburgo, Alemania - Neuburg an der Donau, Alemania, 13 de noviembre de 1956) fue un piloto de motociclismo alemán. Se convirtió en el primer campeón mundial de Alemania cuando ganó el Campeonato Mundial de 125cc y 250cc en 1953 montando una NSU. Al año siguiente, repetiría como campeón mundial de 250cc. Haas murió en 1956 en un accidente de avioneta en Alemania.

## Resultados en el Campeonato del Mundo de Motociclismo
Sistema de puntuación desde 1950 hasta 1968:
| Posición | 1.º | 2.º | 3.º | 4.º | 5.º | 6.º |
| Puntos   | 8   | 6   | 4   | 3   | 2   | 1   |

Hasta 1955 se contaban los 5 mejores resultados.
(carreras en cursiva indica vuelta rápida)
| año  | Clase | Equipo | 1     | 2     | 3     | 4     | 5     | 6     | 7     | 8     | Pts. | Pos. | Victorias |
| ---- | ----- | ------ | ----- | ----- | ----- | ----- | ----- | ----- | ----- | ----- | ---- | ---- | --------- |
| 1952 | 125cc | NSU    |       | IOM - | NED - |       | GER 1 | ULS - | NAT 7 | ESP - | 8    | 6.º  | 1         |
| 1952 | 250cc | NSU    | SUI - | IOM 4 | NED - | BEL - | GER - | ULS - | NAT 2 |       | 6    | 7.º  | 0         |
| 1953 | 125cc | NSU    | IOM 2 | NED 1 | GER 2 | ULS 1 |       | NAT 1 | ESP - |       | 30   | 1.º  | 3         |
| 1953 | 250cc | NSU    | IOM 2 | NED 1 | GER 1 | ULS 2 | SUI 6 | NAT 2 | ESP - |       | 28   | 1.º  | 2         |
| 1954 | 125cc | NSU    |       | IOM - | ULS 4 | NED 5 | GER 2 |       | NAT - | ESP - | 11   | 5.º  | 0         |
| 1954 | 250cc | NSU    | FRA 1 | IOM 1 | ULS 1 | NED 1 | GER 1 | SUI - | NAT - |       | 32   | 1.º  | 5         |